# Monument aux morts de la guerre de 1914-1918

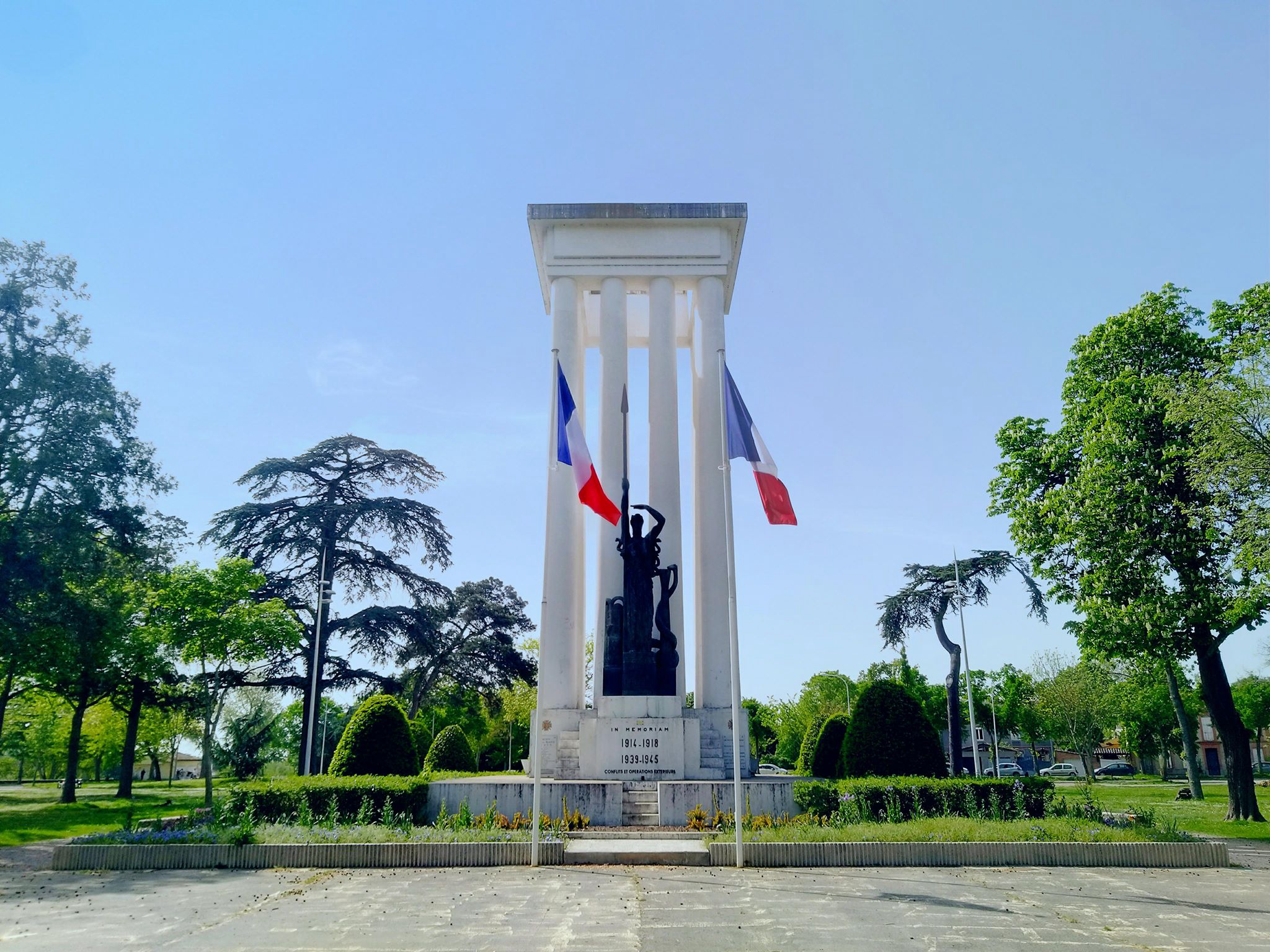
Monument aux morts de la guerre de 1914-1918

Monument aux morts de la guerre de 1914-1918, ook La France veillant sur ses morts is een oorlogsmonument in de Franse stad Montauban uit 1932. Het beeldhouwwerk werd opgericht ter ere van de Franse soldaten uit Montauban die sneuvelden in de Eerste Wereldoorlog en latere oorlogen. Het werd gemaakt door de beeldhouwer Émile-Antoine Bourdelle (1861-1929), die geboren is in Montauban. Het is een historisch monument.

## Beschrijving

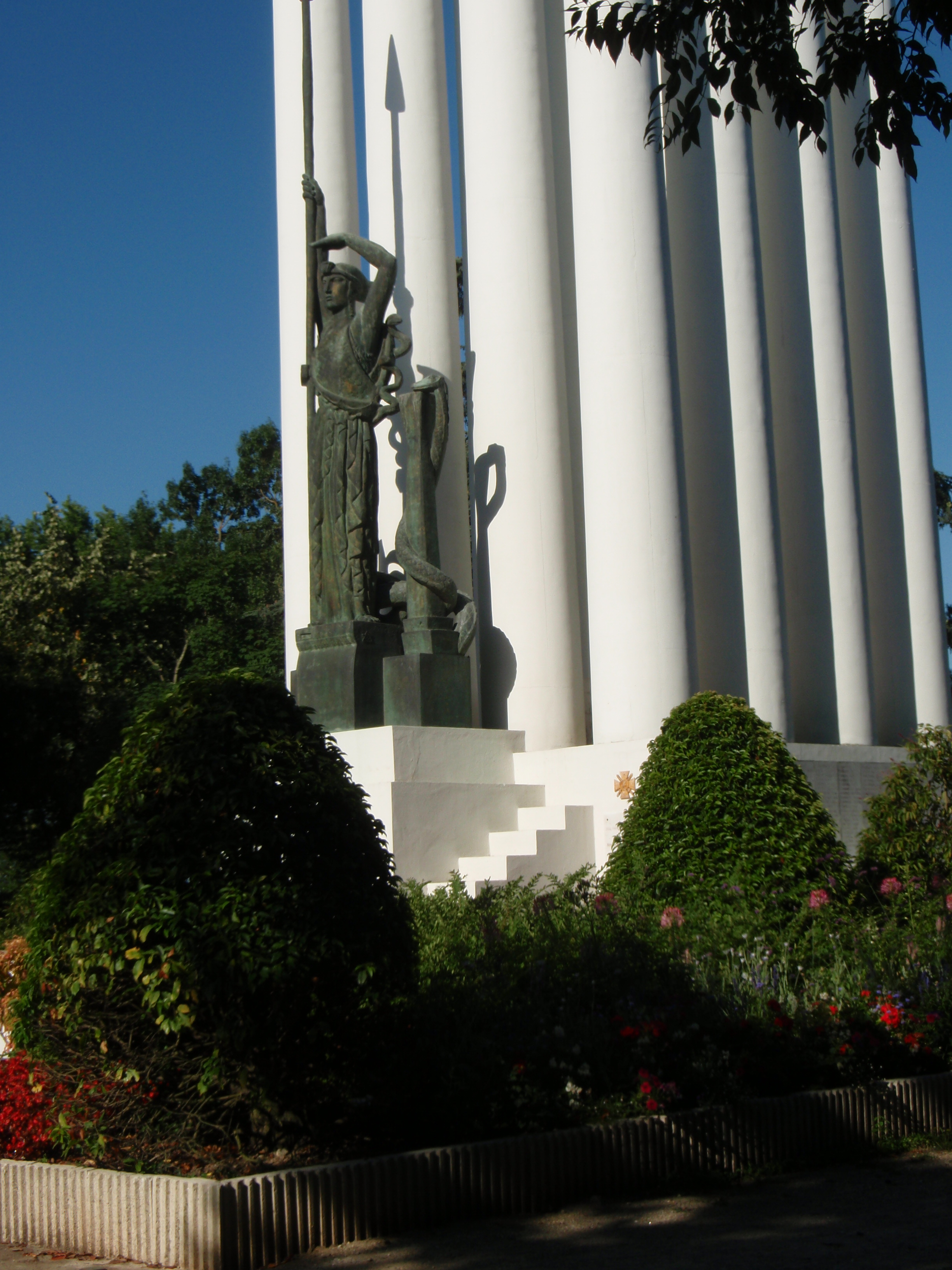
Het zegevierende Frankrijk luisterend naar de slang der wijsheid

Het monumentale werk is atypisch als herdenkingsmonument voor de Eerste Wereldoorlog. Het bestaat uit een bronzen beeld voor een tempel bestaande uit twaalf zuilen. Deze zuilen zijn gemaakt uit gewapend beton en wit geschilderd. Op de sokkel van het beeld zijn de namen van de inwoners van Montauban aangebracht die sneuvelden in beide wereldoorlogen. Ook zijn er plaquettes voor de vermisten van de conflicten in Indo-China en Algerije.
Het beeld is een allegorie van het zegevierende Frankrijk en heeft de trekken van de Griekse godin Pallas Athena. Ze kijkt naar de horizon, de toekomst, terwijl ze een speer vasthoudt. Op haar riem is het gevecht van Sint-Joris tegen de draak afgebeeld. Achter de vrouwenfiguur bevinden zich aan de ene zijde de slang van de wijsheid en aan de andere zijde de tafelen van de wet, die het recht voorstellen.
Het staat opgesteld op de Cours Foucault, een esplanade aan de Tarn ten noordwesten van het stadscentrum. Naast het monument staat een stèle Aux Français libres. En aan de andere zijde van de Cours Foucault staan nog andere oorlogsmonumenten: Monument aux morts d'Afrique du Nord (voor de harki's, de Algerijnen die meevochten met de Fransen), L'espoir enchaîné (voor de burgerslachtoffers van de nazi's), Aux combattants de Tarn-et-Garonne morts pour la France en Indochine: 1939-56 en N'oublions pas (voor de Joodse slachtoffer van het Vichy-regime).

## Geschiedenis
Een bestelling voor het beeld werd gegeven in 1921 en in 1932 werd het onthuld. In 2004 werd het beschermd als historisch monument.